# Hainichen (Thüringen)
Hainichen ist eine Gemeinde im Norden des Saale-Holzland-Kreises und Teil der Verwaltungsgemeinschaft Dornburg-Camburg. Sie gliedert sich in die Ortsteile Hainichen und Stiebritz.

## Geografie

### Geografische Lage
Hainichen liegt relativ abgelegen am nördlichen Rand des Waldes Hain und ist durch die Kreisstraße K 149 an die einen Kilometer entfernte Landstraße L 2301 angebunden. Die Stadt Jena liegt ca. 14 km entfernt. Nach Weimar sind es 25 km und zur Landeshauptstadt Erfurt 50 km. Die nächstgelegene Bundesstraße ist die B 88 5 km östlich im Saaletal und die nächste Autobahn die A 4 18 km südlich.
Angrenzende Gemeinden sind im Uhrzeigersinn Zimmern im Osten, Neuengönna im Südosten, Lehesten im Südwesten sowie die Stadt und Landgemeinde Bad Sulza im Norden. Letztere Kommune ist Teil des Landkreises Weimarer Land, die übrigen gehören wie Hainichen zum Saale-Holzland-Kreis.

### Geologie
Das Gemeindegebiet gehört dem oberen Muschelkalk an. Während in den höchsten waldfreien Lagen von Hainichen der Boden steinig und wenig fruchtbar ist, weist der Nordosten der Gemeindefläche durch umfangreiche Lössablagerungen gute landwirtschaftliche Bedingungen auf.

### Gewässer
Das Wasser im Gemeindegebiet fließt über den Gönnerbach und seine Zuflüsse Stiebritzer Bach und Lichtendorfer Bach sowie über den Erdengraben in die Saale ab. Während Stiebritz aufgrund seiner Lage in einem flachen Bergsattel gut mit Grundwasser versorgt ist, mussten die Einwohner Hainichens ihr Wasser von den jeweils 1 km entfernten Brunnen in den Weiden und Radborn herantragen.

### Hainicher Gemarkung
Das zu Hainichen gehörende Gebiet besteht zu ungefähr zwei Dritteln aus flachen, meist fruchtbaren, Ackerflächen der Ilm-Saale-Platte, die sich im Norden und Westen der Flur befinden. Das andere Drittel macht den Haincher Wald aus. Dieser ist, zusammen mit dem angrenzenden Nerkewitzer Grund, ein ideales Naherholungsgebiet. Südlich des Dorfes befindet sich mit 338 m ü. NN die höchste Erhebung des Gemeindegebietes und der Ilm-Saale-Platte nördlich des Gönnatals.

## Geschichte

### Ur- und Frühgeschichte
Aufgrund guter Boden- und Wasserverhältnisse war die Hochfläche zwischen Saale und Ilm seit der Jungsteinzeit nahezu kontinuierlich besiedelt. Bereits Gotthard Neumann wies anhand von Lesefunden in der Hainicher Flur folgende Kulturen und Epochen nach: ältere bis jüngere Linearbandkeramik (5500–4900 v. Chr.), Stichbandkeramik (4900–4500 v. Chr.), Rössener Kultur (4500–4300 v. Chr.), Schnurkeramik (2800–2200 v. Chr.), Glockenbecherkultur (2600–2200 v. Chr.), Aunjetitzer Kultur (2300–1500 v. Chr.), Urnenfelderkultur (1300–800 v. Chr.), Hallstatt D (650–475 v. Chr.), Latène A (480–400 v. Chr.), Römische Kaiserzeit (0–400 n. Chr.), Slawen (700–1100/1200 n. Chr.). Dabei sind wesentliche Erkenntnisse der ur- und frühgeschichtlichen Sammlung des Hainicher Pfarrers Arno Schröder (1867–1925) zu verdanken, welche seit 1926 Bestandteil der Ur- und frühgeschichtlichen Sammlung der Universität Jena ist.
Von herausragender wissenschaftlicher Bedeutung ist einerseits ein bandkeramisches Tonidol, andererseits ein 1883 im Wald gefundener Schalenstein, der sogenannte Stein von Hainichen. Er trägt auch christliche Symbole und wurde somit exorziert.

### Geschichte von Hainichen
Die erste urkundliche Erwähnung von Hainichen erfolgte 1284 in einer Urkunde des Burggrafen Otto von Kirchberg, der dem Kloster Heusdorf den Wald Hain schenkte, der zwischen dem Dorf Hain (villam Indaginem) und dem Bach Ginna (Gönnabach) liegt.
Im Süden der heutigen Ortslage befand sich eine Burgstelle, die wahrscheinlich als Vorposten oder Ministerialenburg der Königspfalz Dornburg diente. Im 12. Jahrhundert übernahmen die Burggrafen von Kirchberg den Besitz, ein Zweig ihrer Familie nannte sich auch von Hain. In dieser Zeit kam es zur Verlegung einer Bauernsiedlung von einer weiter nördlich gelegenen Quellmulde in den Schutz der Burg, sodass der heutige Ort Hainichen entstand.
J. C. Zenker berichtet in seinem „Taschenbuch von Jena“, dass sich in Hainchen (= kleiner Hain") das Schloss Burgstadel befand, das die Herrn von Molewitz und ein Vorwerk, Hofstad genannt, welches die Schenken von Kefernburg als Lehnsgüter inne hatten; im J. 1355 verkauften sie das Dorf mit Schloss und Vorwerk [...] dem Michaeliskloster zu Jena. Noch ist der s.g. Burggraben im Dorfe vorhanden.
1354 bis 1355 wurde Hainichen von den Kirchbergern an das Zisterzienserinnenkloster St. Michael in Jena verkauft. Seit 1535 gehörte Hainichen zum landesherrlichen Amt Jena und wurde 1822 dem Amt Dornburg überwiesen.
17. und 18. Jahrhundert waren von wirtschaftlichen Rückschlägen geprägt. 1640 lebten infolge des Dreißigjährigen Krieges nur noch 17 Menschen im Ort. 1717 und 1751 fiel das ganze Dorf Bränden zum Opfer. Zur Zeit der Schlacht bei Jena wird von Plünderungen und Einquartierungen berichtet. Aufgrund der vergleichsweise kleinen Feldflur konnten sich nur etwa 15 Familien von der Landwirtschaft ernähren. Die übrigen Einwohner gingen verschiedenen Handwerkszweigen nach. Erwähnenswert ist auch der Weinbau, der vom 13. bis 19. Jahrhundert an den Hängen des Nerkewitzer Grundes betrieben wurde. Hainicher Einwohner bewirtschafteten zeitweise etwa 6 Hektar Rebfläche in der Stiebritzer und der Zimmerschen Flur.
Die in Hainichen untergebrachte Pfarrei versorgte auch die Filialen Stiebritz (seit 1529) und Zimmern (seit 1821). Zugleich gingen die Hainicher Kinder nach Stiebritz in die Schule. 1977 wurde das Kirchspiel mit Nerkewitz zusammengelegt.
1910 wurde der Ort elektrifiziert.
8 Einwohner verloren im Zweiten Weltkrieg ihr Leben. 18 Umsiedlerfamilien wurden in Hainichen eingewiesen. Im April 1945 wurde Hainichen, wie ganz Thüringen, von US-Truppen besetzt und im Juli an die Rote Armee weitergegeben. So wurde es Teil der SBZ und ab 1949 der DDR.
1955 wurde der Bau des Kulturhauses durchgeführt. 1958 wurde die Gemeinde an das Wasserversorgungsnetz angeschlossen und die LPG „Anselm Feuerbach“ gegründet. Die heutige Gemeinde entstand am 1. Februar 1969 durch den Zusammenschluss von Hainichen und Stiebritz.
Von 1995 bis 1997 wurde ein Dorferneuerungsprogramm durchgeführt. Ab 1994 gehörte die Gemeinde der Verwaltungsgemeinschaft Dornburg an, die sich 2005 zur heutigen Verwaltungsgemeinschaft Dornburg-Camburg vergrößerte.
Der Ortsteil Hainichen alleine hatte 2003 104 Einwohner.
| Jahr | Einwohner | Häuser    |
| ---- | --------- | --------- |
| 1510 | 11        | unbekannt |
| 1817 | 110       | unbekannt |
| 1836 | 155       | 38        |
| 1878 | 159       | 38        |
| 1927 | 120       | unbekannt |
| 1939 | 100       | unbekannt |

### Entwicklung der Einwohnerzahl (Stand 31.12.)
| - 1973: 239 - 1976: 245 - 1986: 237 - 1990: 211 - 1991: 206 | - 1994: 205 - 1995: 195 - 1996: 197 - 1997: 192 - 1998: 204 - 1999: 205 | - 2000: 209 - 2001: 209 - 2002: 204 - 2003: 201 - 2004: 205 - 2005: 202 | - 2006: 203 - 2007: 193 - 2008: 186 - 2009: 185 - 2010: 183 - 2011: 197 | - 2012: 200 - 2013: 194 - 2014: 197 - 2015: 194 - 2016: 187 - 2017: 196 | - 2018: 202 - 2019: 194 - 2020: 192 - 2021: 192 |

Quelle: Kreisarchiv des Saale-Holzland-Kreises, Thüringer Landesamt für Statistik

## Kultur und Sehenswertes in Hainichen

### Kirche

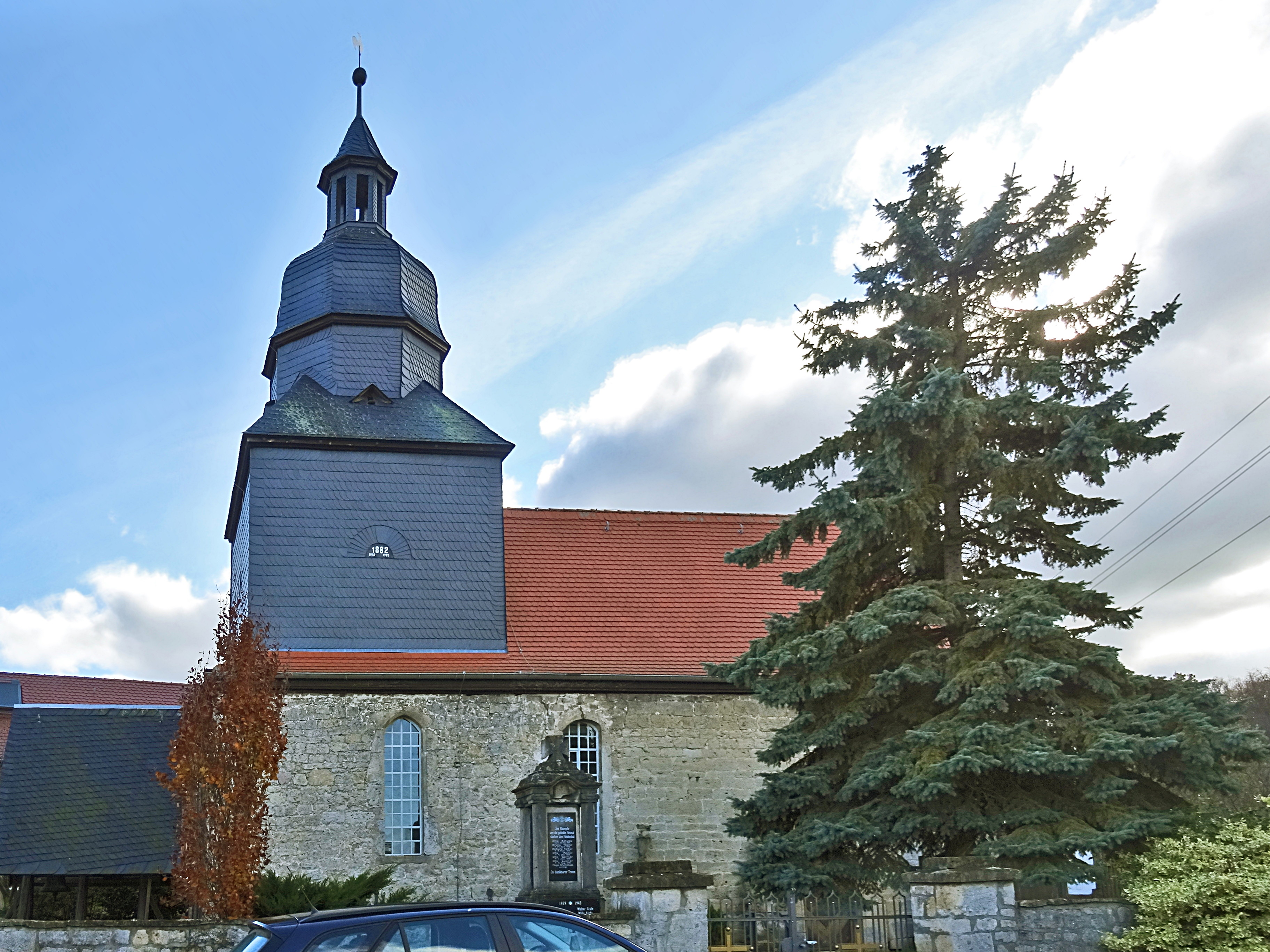
Kirche in Hainichen

Die Hainicher Dorfkirche besteht aus Teilen einer romanischen Kapelle, die in der Zeit der Gotik nach Osten erweitert wurde. Ein Zeugnis dieses Vorgängerbaus ist das Eingangsportal mit Baumerkmalen des 12. Jahrhunderts. Auf dem östlichen Teil des Langhauses steht ein barocker Turm. Die einzige Kirchenglocke befindet sich in einem Glockenhaus neben der Kirche. Ende des 17., Anfang des 18. Jahrhunderts wurden Kanzelaltar und Emporen eingerichtet, 1821 eine Orgel eingebaut.

### Das „Burgstadel“
Im Südosten des Dorfes befindet sich eine alte Burgstelle. Die Anlage steht vermutlich in Verbindung mit der Altstraße, welche vom Saaletal durch den Hainicher Wald hinauf auf die Ilm-Saale-Platte führte. Von dieser Straße haben sich zwischen Hainichen und Neuengönna noch einige Hohlwege im Wald erhalten. Die Burg wird in den Jahren 1354 sowie 1355 erwähnt und war im Besitz der Burggrafen von Kirchberg. Auf die Anlage deuten Grabenreste, eine umgebende Ringstraße sowie der Name „Burg“ und ein flacher Hügel mit zwei kleinen Speichergebäuden hin.

### Regelmäßige Veranstaltungen
- Hainicher Teichfest

## Persönlichkeiten
- Johann Adam Bergk (1769–1834), Privatgelehrter, Philosoph und Übersetzer
- Paul Johann Anselm von Feuerbach (1775–1833), Rechtsgelehrter
- Arno Schröder (1867–1925), Pfarrer und Prähistoriker
- Hugo Jacob (1883–1949), Oberlehrer und Heimatforscher